# Will Claye
William Claye, detto Will (Tucson, 13 giugno 1991), è un triplista e lunghista statunitense.
In carriera ha conquistato la medaglia d'oro nel salto triplo ai Mondiali indoor di Istanbul 2012 e Birmingham 2018, oltre a due argenti (Londra 2017 e Doha 2019) e due bronzi (Taegu 2011 e Mosca 2013) nella stessa specialità ai Mondiali. Può vantare inoltre due argenti ed un bronzo olimpico, vinti rispettivamente nel salto triplo a Londra 2012 e Rio de Janeiro 2016 e nel salto in lungo a Londra 2012.

## Biografia
Residente a Phoenix, in Arizona, ha frequentato la high school Mountain Pointe. Pochi giorni dopo il compimento del suo 20º anno di età Claye si è qualificato per i Mondiali outdoor di Taegu 2011, dove vinse a sorpresa la medaglia di bronzo nel triplo. Ancora bivalente anche l'anno successivo ai Mondiali indoor di Istanbul 2012, dove questa volta conquistò la medaglia d'oro, sempre nel triplo.

## Palmarès
| Anno | Manifestazione  | Sede           | Evento         | Risultato | Prestazione | Note                                     |
| ---- | --------------- | -------------- | -------------- | --------- | ----------- | ---------------------------------------- |
| 2011 | Mondiali        | Taegu          | Salto in lungo | 9º        | 8,10 m      |                                          |
| 2011 | Mondiali        | Taegu          | Salto triplo   | Bronzo    | 17,50 m     | Miglior prestazione personale            |
| 2012 | Mondiali indoor | Istanbul       | Salto in lungo | 4º        | 8,04 m      |                                          |
| 2012 | Mondiali indoor | Istanbul       | Salto triplo   | Oro       | 17,70 m     | Miglior prestazione mondiale stagionale  |
| 2012 | Giochi olimpici | Londra         | Salto in lungo | Bronzo    | 8,12 m      |                                          |
| 2012 | Giochi olimpici | Londra         | Salto triplo   | Argento   | 17,62 m     | Miglior prestazione personale            |
| 2013 | Mondiali        | Mosca          | Salto triplo   | Bronzo    | 17,52 m     | Miglior prestazione personale stagionale |
| 2015 | Mondiali        | Pechino        | Salto triplo   | 19º (q)   | 16,41 m     |                                          |
| 2016 | Giochi olimpici | Rio de Janeiro | Salto triplo   | Argento   | 17,76 m     | Miglior prestazione personale            |
| 2017 | Mondiali        | Londra         | Salto triplo   | Argento   | 17,63 m     |                                          |
| 2018 | Mondiali indoor | Birmingham     | Salto triplo   | Oro       | 17,43 m     | Miglior prestazione mondiale stagionale  |
| 2019 | Mondiali        | Doha           | Salto triplo   | Argento   | 17,74 m     |                                          |
| 2021 | Giochi olimpici | Tokyo          | Salto triplo   | 4º        | 17,44 m     | Miglior prestazione personale stagionale |
| 2022 | Mondiali indoor | Belgrado       | Salto triplo   | 4º        | 17,19 m     | Miglior prestazione personale stagionale |
| 2022 | Mondiali        | Eugene         | Salto triplo   | 11º       | 16,54 m     |                                          |
| 2023 | Mondiali        | Budapest       | Salto triplo   | 7º        | 16,99 m     | Miglior prestazione personale stagionale |
| 2025 | Mondiali indoor | Nanchino       | Salto triplo   | 10º       | 16,31 m     |                                          |

## Campionati nazionali
- 4 volte campione nazionale del salto triplo (2014, 2016, 2017, 2021)
- 1 volta campione nazionale indoor del salto in lungo (2015)
- 2 volte campione nazionale indoor del salto triplo (2012, 2018)

## Altre competizioni internazionali
2014
- Argento in Coppa continentale ( Marrakech), salto in lungo - 7,98 m
- Bronzo in Coppa continentale ( Marrakech), salto triplo - 17,21 m